# Jordan Medina
Jordan Jesús Medina Carrillo (Carrillo, Guanacaste, Costa Rica, 15 de abril de 1996), conocido deportivamente como Jordan Medina (AFI: 'yorðam me'ðina), es un futbolista costarricense.

## Trayectoria

### Deportivo Saprissa
El mediocentro proviene de la cantera del Deportivo Saprissa. Fue convocado por primera vez al equipo absoluto bajo las órdenes del entrenador Jeaustin Campos, en la jornada 16 del Campeonato de Verano 2015. En esa oportunidad, los morados enfrentaron a Belén, el 29 de marzo en el Estadio Ricardo Saprissa. Por su parte, Medina permaneció en el banquillo y el marcador culminó con la pérdida inesperada de 1-2. Debutó profesionalmente el 6 de mayo en el compromiso frente a Carmelita, donde su club fue visita en su propio escenario deportivo. El centrocampista fue titular los 90 minutos y brindó una asistencia a Mynor Escoe al inicio del partido. El resultado finiquitó en victoria con cifras de 2-3. Luego no fue tomado en cuenta para la fase semifinal del torneo, en la cual los tibaseños salieron derrotados por Alajuelense.

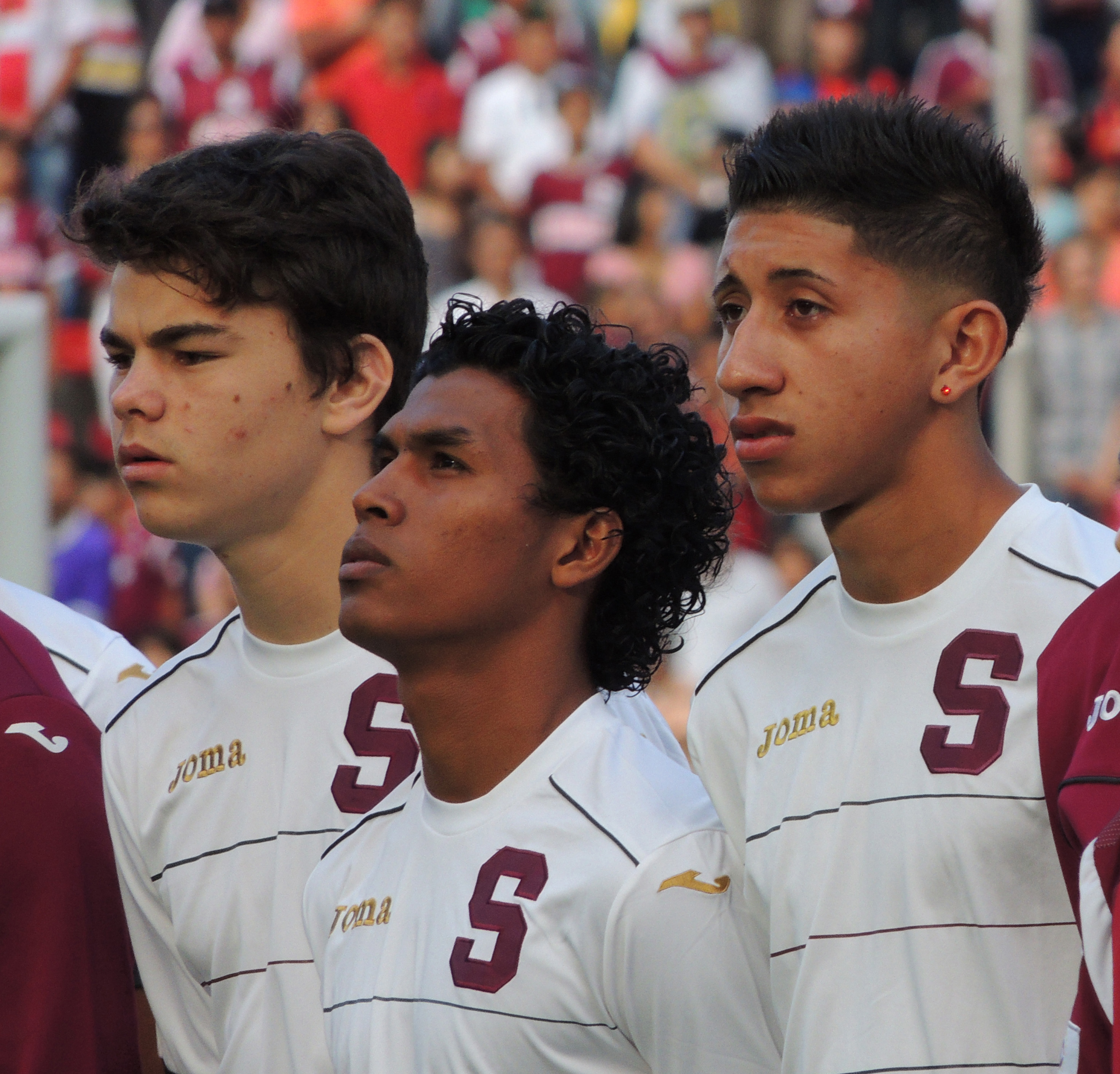
Mario Sequeira (izquierda), Jordan Medina (centro) y Marvin Loría (derecha), juveniles del Saprissa en 2015.

A causa de las ausencias de varios de sus compañeros por selección nacional, Jordan fue tomado en consideración para afrontar el Torneo de Copa 2015 con una escuadra mayoritariamente alternativa. El 8 de julio se desarrolló la primera fase contra Guanacasteca en el Estadio Edgardo Baltodano. El futbolista quedó en la suplencia y el marcador de 1-2 favoreció a los morados. La segunda etapa fue cuatro días después en el Estadio "Coyella" Fonseca ante Pérez Zeledón. De igual forma estuvo en el banquillo, mientras que su club empató sin goles. Al finalizar el tiempo reglamentario, los penales fueron requeridos para decidir el ganador; las cifras de 5-6 provocaron la eliminación de los tibaseños.
Regresó a la convocatoria para el encuentro del 23 de agosto de 2015, correspondiente a la jornada 5 del Campeonato de Invierno. Disputó la totalidad de los minutos contra Pérez Zeledón y el único tanto de su compañero Jimmy Marín valió para la victoria de 0-1. Posteriormente quedó en la suplencia en la derrota de 2-0 frente a Uruguay de Coronado y terminó desapareciendo de las nóminas del estratega. El jugador permaneció en el conjunto filial de Generación Saprissa por el resto de la temporada.

### Municipal Liberia
El 2 de junio de 2016 se confirmó la cesión de Medina al Municipal Liberia y fue enviado al equipo junto con Axel Myers. En la primera fecha del Campeonato de Invierno, su conjunto hizo frente a Belén, el 17 de julio en el Estadio Rosabal Cordero. El empate de 1-1 prevaleció hasta el final del juego y Jordan estuvo como titular los 90 minutos. Debido al bajo rendimiento de su club, la dirigencia liberiana decidió rescindir el contrato del entrenador Erick Rodríguez y poco después se hizo oficial la incorporación del estratega Marvin Solano. Su primer gol en la máxima categoría se dio el 8 de octubre, en la victoria de local 2-0 sobre el Herediano. En el vigésimo segundo partido de la primera fase de la liga nacional, los pamperos enfrentaron al Deportivo Saprissa en condición de visitante. El centrocampista ejecutó un magnífico tiro libre de pierna izquierda, al minuto 55', para dar el descuento en el marcador. Sin embargo, su anotación fue insuficiente ya que su grupo obtuvo la derrota con cifras de 3-1. En la tabla de posiciones, su equipo se ubicó en el penúltimo lugar con 19 puntos, mientras que el jugador contabilizó 14 presencias y alcanzó dos goles. A pesar de haber firmado por dos torneos, su continuidad vistiendo la camiseta liberiana quedó descartada para el siguiente campeonato.

### Belén F.C.
A partir del Campeonato de Verano 2017, Jordan se incorporó en condición de préstamo a Belén. Para el inicio de la competencia que se llevó a cabo el 8 de enero, el equipo belemita tuvo la visita al Estadio Edgardo Baltodano donde enfrentó a Liberia. Por su parte, Medina completó la totalidad de los minutos, mientras que el marcador fue con derrota de 1-0. El 19 de febrero, en la pérdida con goleada de 7-0 dada por Limón en el Estadio Juan Gobán, provocó que el entrenador mexicano Fernando Palomeque renunciara de su puesto. Debido a esta situación, la dirigencia nombró al uruguayo Daniel Casas como el nuevo estratega.  En la jornada de cierre de la etapa de clasificación del torneo, su club se vio obligado a sacar una victoria para mantener la categoría, por lo que el 16 de abril enfrentó a Limón en el Estadio "Coyella" Fonseca. Su compañero mexicano Julio Cruz marcó tres goles en la victoria de 3-1. Además, en combinación con otros resultados, su equipo logró evadir el descenso tras ubicarse en el undécimo lugar de la tabla general acumulada. Estadísticamente, Jordan tuvo siete apariciones y sumó un total de 440 minutos de acción.

### Jicaral Sercoba
Poco tiempo después de haber finiquitado su contrato en el Deportivo Saprissa, el 14 de septiembre de 2017 firmó en condición de libre para Jicaral Sercoba de la Segunda División.

## Selección costarricense

### Categorías inferiores

#### Campeonato Sub-17 de Concacaf 2013
El Campeonato de la Concacaf tuvo lugar en Panamá, los Ticos fueron ubicados en el grupo B y los partidos se disputaron en el Estadio Agustín Muquita Sánchez. El 8 de abril de 2013, se efectuó el primer encuentro frente a Trinidad y Tobago; el mediocampista fue titular y salió de cambio al inicio del segundo tiempo por Berny Burke. Su país salió con una pérdida de 0-2. Dos días después, se desarrolló el segundo partido ante Canadá; el empate a una anotación prevaleció hasta el final, y como consecuencia, la escuadra Tricolor quedó fuera de la segunda fase por llegar en tercer lugar con un punto.
| Campeonato                | Sede   | Resultado      |
| ------------------------- | ------ | -------------- |
| Campeonato Sub-17 de 2013 | Panamá | Fase de grupos |

## Clubes
| Club                         | País       | Año               |
| ---------------------------- | ---------- | ----------------- |
| Deportivo Saprissa           | Costa Rica | 2015              |
| Municipal Liberia (Préstamo) | Costa Rica | 2016              |
| Belén F.C. (Préstamo)        | Costa Rica | 2017              |
| Jicaral Sercoba              | Costa Rica | 2017 - Actualidad |